# Sampaya
Sampaya es un pequeño pueblo de Bolivia, ubicado a un costado del lago Titicaca. Administrativamente se encuentra en el municipio de Copacabana de la provincia de Manco Kapac, en el departamento de La Paz. Está a 18 km al norte de la localidad de Copacabana, en la región del Altiplano andino.
Sampaya es un pequeño pueblo precolombino que aún conserva sus edificaciones de piedra, construidas en calles estrechas y en pendiente, así como sus calles empedradas con piedras planas. Su nombre parece venir del aymara samptña (mirador, descanso).
Desde Sampaya se pueden ver una amplia porción del lago Titicaca, la Isla del Sol, la Isla de la Luna y la Cordillera de los Andes. Se lo considera un complejo turístico, incluyendo su iglesia de época colonial, a pesar de que el pueblo ha sido casi abandonado debido a la migración de los pobladores en busca de mejores oportunidades a Copacabana, la ciudad de La Paz y otros lugares.